# Bengt Göthberg

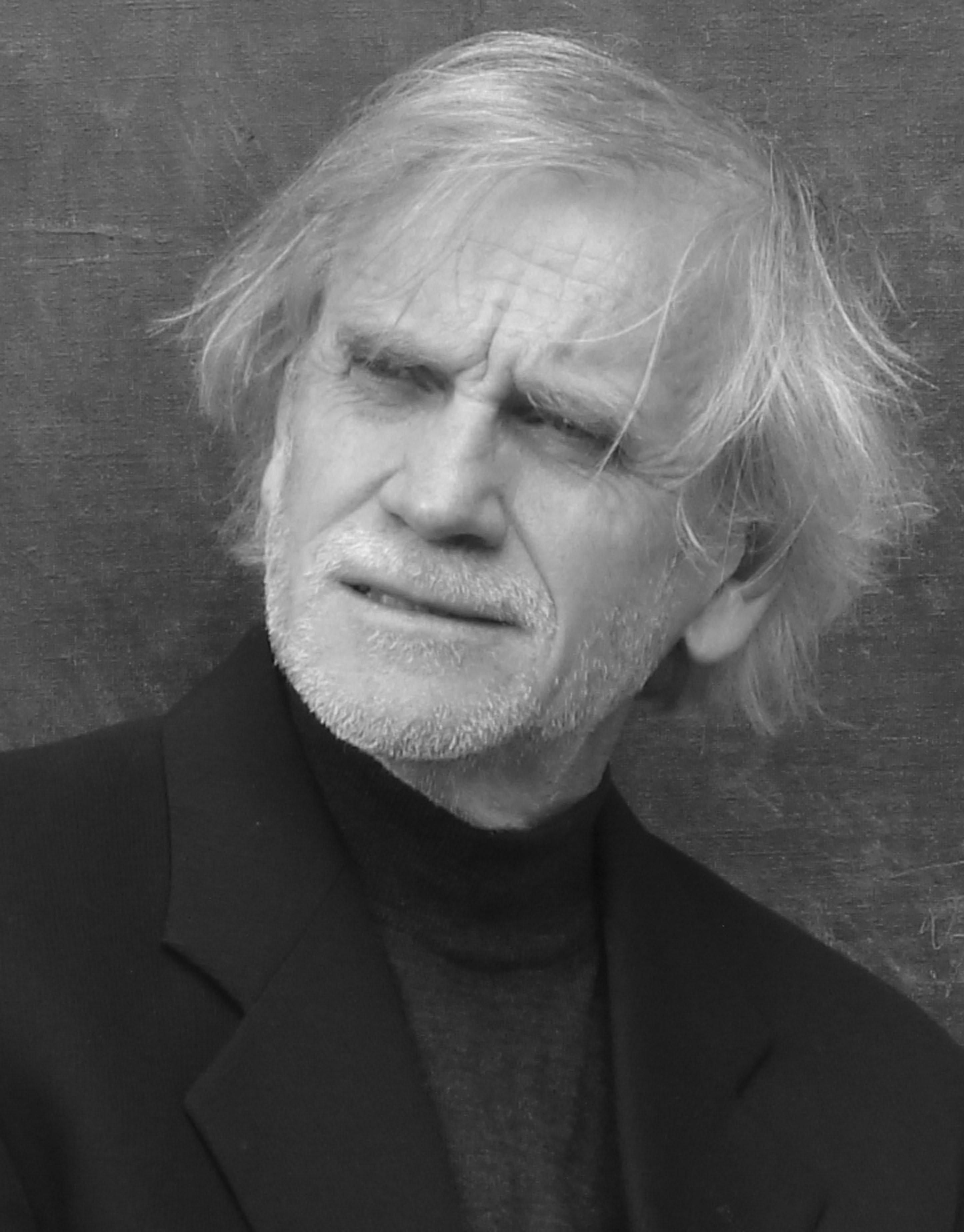
Bengt Göthberg

Bengt Hugo Leopold Göthberg, född 1943 i Göteborg, är en svensk grafisk formgivare, typograf och art director, samt skriver. 

## Biografi
Under 1960-talet utbildade sig Bengt Göthberg till typograf och grafisk formgivare på Konstindustriskolan i Göteborg och därefter på Grafiska Institutet i Stockholm. Därefter arbetade han som bokformgivare, först på frilansbasis och därefter som förlagsanställd.
Efter några år som ateljéchef startade Göthberg 1975 eget designkontor, Göthberg Design AB, (gothbergdesign.se) tillsammans med hustrun Inger Göthberg, även hon grafisk formgivare. Till en början verkade designkontoret i Stockholm men från 1982 i Göteborg. Företag och organisationer har varit uppdragsgivare. Göthbergs formgivning har fått internationell uppmärksamhet och presenterats i internationella publikationer. Flera av de böcker som Göthberg formgivit har ingått i urvalet av Svensk Bokkonst. Bengt Göthberg ingick själv i juryn för Svensk Bokkonst 1975. Genom boken Skogsåret blev han uppmärksammad i Leipzig 1979 i urvalet av Schönste Bücher aus aller Welt. 2015 gestaltade och typograferade Göthberg ett ornitologiskt mastodontverk, också utvald i Svensk Bokkonst.
Under en följd av år under 1970- och 1980-talet arbetade Göthberg med årsredovisningar och fick ett flertal alster med i det årliga urvalet Bästa årsredovisningen.
Från mitten av 1980-talet har Göthberg anlitats som föreläsare kring ämnen som företagsprofilering, visuell identitet, varumärkeshantering, förpackningsdesign och skyltprogram.
Bengt Göthberg har på faderns sida sina rötter bland bruks-smeder, från tidigt 1700-tal. Göthbergs roman Eldsliv, utgiven 2007, handlar om en smedfamiljs liv och historia. 
2014 tog Bengt och Inger Göthberg initiativet till en stiftelse till minne av idrottsledaren Hugo Levin. Stiftelsen ska årligen utdela "HugoLevinPriset" till unga framstående idrottsledare och idrottsorganisatörer. 2015 utdelades det första HugoLevinPriset på Liseberg i Göteborg. I oktober 2018 utgavs Göthbergs bok Hugo Levin – den store eldsjälen i den unga svenska idrottsvärlden.